# Liste der indonesischen Botschafter in Osttimor

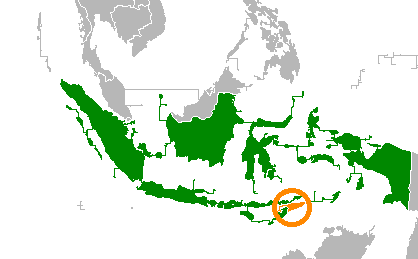
Indonesien (grün) und Osttimor (orange)

Diese Liste führt die indonesischen Botschafter in Osttimor auf. Die Botschaft befindet sich in der Rua Karketu Mota-Ain 02, Aitarak, Motael, Vera Cruz, Dili. 

## Hintergrund

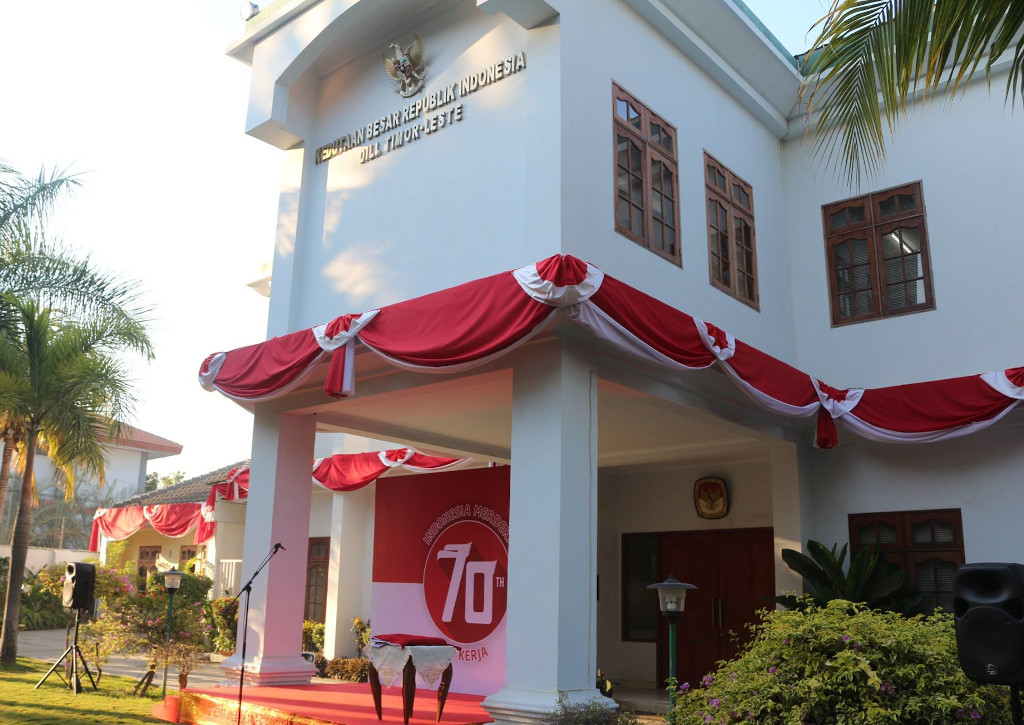
Indonesische Botschaft in Dili

Die Beziehungen zwischen den beiden Ländern gelten, trotz diverser Probleme und der Belastungen aus der Vergangenheit, allgemein als gut. Zahlreiche Abkommen regeln die Zusammenarbeit in unterschiedlichen Bereichen. Obwohl Indonesien seit der Unabhängigkeit Osttimors im Mai 2002 eine diplomatische Mission in Osttimor hat, wurde mit Ahmed Bey Sofwan der erste Botschafter erst 2003 ernannt.

## Liste der Botschafter
| Bild       | Name                             | Amtszeit   | Anmerkungen                                                                                  |
| Indonesien | Indonesien                       | Indonesien | Indonesien                                                                                   |
| ---------- | -------------------------------- | ---------- | -------------------------------------------------------------------------------------------- |
|            | Ahmed Bey Sofwan                 | 2004–2009  | Ernennung: 29. Juli 2004                                                                     |
|            | Eddy Setiabudhi                  | 2009–2012  | Ernennung: 30. Januar 2009                                                                   |
|            | Marcellinus Primanto Hendrasmoro | 2013–2016  | Ernennung: 3. September 2012 Akkreditierung: 26. September 2012 Verabschiedet: 15. Juli 2016 |
|            | Sahat Sitorus                    | 2017–2021  | Ernennung: 13. März 2017 Akkreditierung: 30. Juni 2017 Verabschiedet: 24. September 2021     |
|            | Okto Dorinus Manik               | seit 2021  | Akkreditierung: 13. Dezember 2021                                                            |